# Control Z
Control Z é uma série de televisão adolescente mexicana criada por Carlos Quintanilla Sakar, Adriana Pelusi e Miguel García Moreno e desenvolvida pela Lemon Studios para a Netflix, que estreou em 22 de maio de 2020. A primeira temporada da série consiste em oito episódios.
Logo após seu lançamento, a Netflix renovou a série para uma segunda temporada no dia 29 de maio de 2020. A segunda temporada foi lançada em 4 de agosto de 2021. Em 30 de agosto de 2021, a Netflix renovou a série para uma terceira e última temporada, que foi lançada em 6 de julho de 2022.

## Premissa
Durante uma assembleia no Colégio Nacional, um hacker expõe um enorme segredo de um dos estudantes. Isso causa pânico e humilha uma estudante secretamente transgênero. O hacker continua revelando os segredos dos alunos, o que faz com que vários alunos se envolvam. Sofía Herrera, uma adolescente introvertida, tenta descobrir quem é esse hacker antes que seu segredo se torne público.

## Elenco

### Principal
- Ana Valeria Becerril como Sofía Herrera, o interesse amoroso de Javier e Raúl. Ela é uma aluna muito observadora e quieta, frequentemente vista como alguém de fora por seus colegas e, quando os segredos são revelados, ela decide investigar quem é o hacker. Ela é inteligente e muito motivada por justiça, mas normalmente ela tenta manter a paz entre Raúl e Javier. Ela sofre muito de problemas de saúde mental devido à sua situação familiar.[9][10]
- Valery Sais como Sofía criança.
- Michael Ronda como Javier Williams, o novo aluno e um interesse amoroso de Sofía. Ele rapidamente faz amizade com Sofía em seu primeiro dia no Colégio Nacional. Ele expressa sentimentos românticos por Sofía ao longo da temporada e tem uma rivalidade com Raúl, geralmente sobre a investigação e de Sofía. Ele é filho de um jogador de futebol aposentado, Damián Williams, mas recusa os pedidos do treinador para que ele jogue pelo time da escola.[9][10]
- Yankel Stevan como Raúl de León, assim como Javier, ele expressa sentimentos românticos por Sofía ao longo da temporada. Ele vem de uma família bastante rica e é inicialmente um dos garotos populares, mas depois ajuda Sofía a rastrear o hacker. Ele não gosta de Javier.[9][10]
- Zión Moreno como Isabela de La Fuente, ela era a garota mais popular da escola e era apreciada por muitos meninos, mas depois que foi revelado que a mesma era transgênero, ela foi assediada por vários alunos e largada por Pablo, seu namorado. (1ª temporada)[9][10][11][12]
- Noah Sloan como Ismael (Isabela criança).
- Macarena García como Natalia Alexander, uma das estudantes populares e irmã gêmea de María. Ela estava encarregada de organizar o evento NONA, até que o segredo de usar o dinheiro arrecadado pelo NONA para comprar itens caros para si mesma foi revelado. Ela é muito egocêntrica, focada e faz de tudo para conseguir o que deseja.[9][10]
- Fiona Paloma como María Alexander, a irmã gêmea de Natalia que está secretamente tendo um caso com Pablo. Muitas vezes ela é ajudante de sua irmã, mas é mais gentil com as pessoas e sempre tenta fazer seus amigos felizes. Ela se sente culpada por estar com Pablo enquanto ele namorava Isabela.[9][10]
- Andrés Baida como Pablo García, um dos estudantes populares e ex-namorado de Isabela. Ele largou Isabela na frente da escola depois que ela foi exposta por ser trans, mas tenta voltar com ela várias vezes depois, apesar de ter traído ela com María. Ele é leal aos amigos e encoraja Gerry a parar de intimidar Luis, mas é revelado um namorado infiel.[9][10]
- Patricio Gallardo como Gerardo "Gerry" Granda, ex-aluno do Colégio Nacional e ex-namorado de Rosita. Ele é um cara curioso sexualmente enrustido, mas idealmente hétero, que é exposto através de seu segredo de assistir pornô gay. Ele intimidou muito Luis junto com seus amigos, Darío e Ernesto, e ultrapassa os limites quando deixa Luis em coma. Ele é muito agressivo e reprime muita raiva e insegurança por dentro, mas mostra-se empático e lamenta o que fez com Luis.[9][10]
- Luis Curiel como Luis Navarro, um aluno quieto que gosta de desenhar. Ele é frequentemente intimidado por Gerry, Ernesto e Darío, mas é ajudado por Sofía e Javier.[9][10]
- Samantha Acuña como Alex, uma estudante lésbica que se relaciona com a professora e é talentosa com computadores.[9][10]
- Iván Aragón como Darío, um dos amigos de Gerry.[9][10]
- Xabiani Ponce de León como Ernesto, outro dos amigos de Gerry.[9][10]
- Paty Maqueo como Rosa "Rosita" Restrepo, a ex-namorada de Gerry que termina com ele depois que seu segredo é revelado. Ela assume como organizadora do NONA depois que Natalia é revelada estar roubando o dinheiro.[9][10]
- Rodrigo Cachero como Miguel Quintanilla, o diretor do Colégio Nacional. Ele namora a mãe de Sofía e a pede em casamento, mas é rejeitado. Ele faz sexo com uma professora casada após ter seu pedido recusado.[9][10]
- Mauro Sánchez Navarro como Bruno, o encarregado de tecnologia da escola que auxilia o hacker a desvendar os segredos dos alunos.[9][10]
- Lidia San José como Gabriela
- Thanya López como Susana
- Renata del Castillo como Lulú
- Arturo Barba como Fernando Herrera
- Kariam Castro como Valeria[9][10]
- Ariana Saavedra como Regina[9][10]

### Secundários e convidados
- Sandra Burgos como Marta, a mãe de Luis.
- Alexander Holtmann como Lalo de la Fuente
- Nastassia Villasana como Bety de la Fuente
- Marco Zunino como Damián Williams
- Jhenifer Tilly como Secretária Escolar
- Susana Lozano como a mãe de Gerry
- Ricardo Crespo como o pai de Gerry
- Daniela Zavala como Alondra de León
- Alejandro Ávila como Roberto de León
- Jhenifer Tilly como Secretária Escolar
- Citlali Galindo como a mãe de Natalia
- Cristian Santin como Güero
- Fabián Mejía como Salvador
- Cuitlahuac Santoyo como Gibrán
- Pablo De La Rosa como Jordi
- David Montalvo como Joaquín (1ª temporada) e Bernardo (3ª temporada)

## Episódios

### Resumo
| Temporada | Temporada | Episódios | Episódios | Originalmente lançado |
| --------- | --------- | --------- | --------- | --------------------- |
|           | 1         | 8         | 8         | 22 de maio de 2020    |
|           | 2         | 8         | 8         | 4 de agosto de 2021   |
|           | 3         | 8         | 8         | 6 de julho de 2022    |

### 1.ª Temporada (2020)
| N.º na série | N.º na temp. | Título Original Título no Brasil                            | Dirigido por                           | Escrito por                                                     | Lançamento         |
| --- | ------------ | ----------------------------------------------------------- | -------------------------------------- | --------------------------------------------------------------- | ------------------ |
| 1 | 1            | "La chica del cumpleaños" "Aniversariante"                  | Alejandro Lozano                       | Adriana Pelusi                                                  | 22 de maio de 2020 |
| Um vídeo misterioso revela o passado de Isabela de la Fuente, que acaba revelando seu segredo durante um fórum ministrado pelo Diretor Quintanilla em frente a toda a escola. Raúl pede a Sofía, uma estudante distante, para descobrir quem vazou o vídeo. Javier, um recém-chegado ao instituto, se junta a ele na investigação. Segredo Revelado: Isabela de la Fuente, que é uma mulher trans, é exposta por um vídeo de infância de seu aniversário em que ela desejava ser uma menina. |              |                                                             |                                        |                                                                 |                    |
| 2 | 2            | "Víctimas" "Vítimas"                                        | Alejandro Lozano                       | Carlos Quintanilla Sakar                                        | 22 de maio de 2020 |
| O hacker vaza os segredos de Raúl, Natalia, Pablo e Gerry a pedido de Isabela. Os vídeos privados de Raúl revelam que seu pai, um político, é corrupto. É revelado que Natalia rouba o dinheiro que ela coletou para a festa do NONA. O histórico de pesquisas de Gerry vazou, o que mostra que ele assiste pornografia gay. Por fim, é revelado que Pablo enviou suas fotos e vídeos íntimos para a "Coelinha", indicando que ele já estava traindo Isabela. No entanto, Gerry ainda humilha Isabela por sua sexualidade, o que ocasiona uma luta mútua entre Raúl, Javier e Gerry. Todos são chamados ao escritório do Diretor Quintanilla, enquanto Sofía aparece para obter pistas sobre o hacker. Enquanto Sofía está no escritório de Quintanilla, ela descobre que ele planeja propor à mão de sua mãe, Nora, com quem ele está romanticamente envolvido. Sofía também é inserida no jogo do hacker quando ele começa a enviar fotos dela e de seu pai supostamente falecido, Fernando. Natalia, Raúl e Gerry enfrentam as consequências de seus erros em suas casas. Luis admite que ele é o "verdadeiro hacker" e, como resultado, é expulso da escola. Segredo Revelado: Gerry Granda, que por acaso assiste pornografia gay. Natalia Alexander, que tem roubado o dinheiro que arrecadou para o NONA para comprar itens caros para si mesma. Raúl León, cujo pai político se revela corrupto. Pablo García, cujas fotos de nudez revelam que ele está traindo Isabela com outra garota, a quem chama de "Coelhinha".                                                                                               |              |                                                             |                                        |                                                                 |                    |
| 3 | 3            | "Idiotas"                                                   | Alejandro Lozano                       | Miguel García Moreno                                            | 22 de maio de 2020 |
| Enfurecido com a revelação de Luis, Gerry decide se vingar dele junto com Pablo. Javier ouve o plano deles e os segue. Sofía se aproxima de Luis para dizer que ela sabe que ele mentiu sobre ele ser o hacker. Ele admite que mentiu para não ser intimidado por Gerry. Gerry e seus amigos correm atrás de Luis para espancá-lo, mas Javier intervém. O Diretor Quintanilla pede a Natalia que devolva todo o dinheiro que foi roubado, mas ela já gastou tudo. Ela tenta coletar dinheiro vendendo seus produtos caros. O hacker organiza um evento ao vivo para que Gerry bata em Luis. O Diretor Quintanilla ouve isso com antecedência e tranca Gerry no auditório. Os alunos se reúnem fora da escola para a luta, enquanto Luis chega também. Alex, uma garota socialmente distante, destranca Gerry, e ele corre para o local da luta. Isso leva a um enorme tumulto. Sofía e Javier tentam salvar Luis, fugindo do local, mas Gerry arrasta Luis para fora do carro de Javier e o soca com força, derrubando-o. Luis bate na calçada e entra em coma. Fernando deixa o clube do livro para evitar Sofía, para que ele não possa ir para a prisão. Segredo Revelado: Sofía Herrera, que mentiu para todos sobre a morte de seu pai. |              |                                                             |                                        |                                                                 |                    |
| 4 | 4            | "Clase nocturna" "Aula noturna"                             | Bernardo de la Rosa                    | Adriana Pelusi                                                  | 22 de maio de 2020 |
| Raúl descobre que seus pais fugiram do país para evitar processos e deixaram uma grande quantia em dinheiro para ele. Ele compra uma bicicleta cara e planeja dar uma festa em sua casa, convidando toda a escola. Gerry é suspenso da escola por causa de seu ataque agressivo a Luis. Sofía recebe uma mensagem do hacker para ir à festa de Raúl. Sofía obedece e participa da festa enquanto sua mãe sai com Quintanilla. Na festa, o hacker faz truques com Sofía enquanto Natalia descobre alguém que empresta dinheiro ilegalmente. Quintanilla propõe Nora em casamento, mas ela recusa. Sofía então percebe o logotipo do hacker nas paredes e nos óculos que a levam ao telhado onde ela encontra Alex. Alex pede a Sofía para pular na piscina do telhado, como o hacker diz, ou ele revelará sua namorada secreta. Depois de muita desaprovação de Javier, Sofía pula na piscina de qualquer maneira. Javier, chateado, vai embora. María, a irmã de aparência inocente de Natalia, é revelada como a "Coelinha" de Pablo. María pede a Pablo para parar de vê-la enquanto Isabela passa por dificuldades, mas começa a rolar algo e eles acabam se pegando. Raúl, apaixonado por Sofía, a beija. A namorada de Alex é revelada como sua professora de biologia, Gabriela. Raúl e Sofía vão ao porão para secar as roupas dela, onde acontece um queda de energia. Quando Raúl vai checar os fusíveis, Sofía é sequestrada por alguém. Segredo Revelado: Alex, cuja namorada secreta se revela ser Gabriela, sua professora de Biologia. María Alexander, que se revela como a Coelhinha tendo um caso com Pablo. |              |                                                             |                                        |                                                                 |                    |
| 5 | 5            | "Cara a cara"                                               | Bernardo de la Rosa                    | Carlos Quintanilla Sakar, Adriana Pelusi e Miguel García Moreno | 22 de maio de 2020 |
| Depois de manter Sofía como refém, seu sequestrador pega sua pulseira, a subjuga novamente e deixa seu inconsciente em casa. Enquanto estava no caminhão, Sofía meio acordada reúne pistas. Sofía remonta as pistas reunidas e encontra o caminhão com a ajuda de Javier e Raúl. O caminhão acaba pertencendo a Bruno, o funcionário de informática da escola. No apartamento de Bruno, Sofía encontra algo de Javier, mas não diz a ele. Após uma tentativa de interrogatório, Bruno escapa e Javier é enquadrado. Na escola, o Diretor Quintanilla acaba ficando com Susana, uma professora casada. Segredo Revelado: O Diretor Quintanilla, que tem um caso com Susana, uma professora casada, por rancor por ter sido rejeitado por Nora. Bruno, que está aliado ao hacker. |              |                                                             |                                        |                                                                 |                    |
| 6 | 6            | "¿Qué tanto conoces a Javier?" "Você conhece bem o Javier?" | Bernardo de la Rosa                    | Carlos Quintanilla Sakar, Adriana Pelusi e Miguel García Moreno | 22 de maio de 2020 |
| Sofía e Raúl relatam a Quintanilla que Bruno é afiliado ao hacker. Ele também pode ter escapado com todos os seus pertences. Sofía descobre que Javier já havia matado seu amigo, Guillermo Garaby, durante um "ritual" de passagem na sua antiga escola. María mostra sintomas de gravidez. Para pagar a Rosita os fundos que ela coletara para o NONA, Natalia começa a trabalhar para Joaquin, um traficante de drogas que lhe empresta uma grana. Sofía e Raúl encontram um artigo de jornal sobre a morte de Guillermo e o bracelete de Sofía no armário de Javier. Gerry continua visitando Luis sem culpa. Sofía tem lembranças da morte de seu pai. Estressada, ela corre para Raúl e acaba dormindo com o mesmo. Segredo Revelado: Javier Williams, responsável pela morte involuntária de Guillermo Garaby, um de seus companheiros de futebol de seu antigo colégio, razão pela qual se transferiu no meio do ano para o Colégio Nacional porque seu pai é um homem influente. |              |                                                             |                                        |                                                                 |                    |
| 7 | 7            | "Control Z"                                                 | Bernardo de la Rosa                    | Carlos Quintanilla, Adriana Pelusi e Miguel García Moreno       | 22 de maio de 2020 |
| Olhando para o último semestre, Raúl convida Natalia, Gerry, María, Pablo e outros para sua casa, onde ele mostra a coleção de antiguidades e o dinheiro do seu pai. Eles começam a gravar vídeos por lá, mas são interrompidos pelo pai de Raúl. Raúl é chantageado por alguém desconhecido, mais tarde revelado ser Bruno, por dez mil pesos, ou ele divulgará o vídeo que mostra a corrupção de seu pai. Raúl percebe que seus amigos estão apenas com ele por causa do seu dinheiro. Sofía deseja um mundo sem segredos e Raúl forma um plano para lhe dar exatamente isso. Com a ajuda de Bruno, Raúl descobre que o pai de Sofía, Fernando, está vivo e usando um pseudônimo. Raúl revelou ser o único que vazou todas as informações privadas sobre todos. Ele também foi quem chantageou Alex para destrancar Gerry. Além disso, ele foi quem mandou Luis falar, enquanto confrontava todos na grande luta. Com ciúmes de Javier, Raúl também o considerou o hacker, para que Sofía o evitasse. Segredo Revelado: Raúl de León, revelado como o verdadeiro hacker. |              |                                                             |                                        |                                                                 |                    |
| 8 | 8            | "Enemigo público" "Inimigo público"                         | Alejandro Lozano e Bernardo de la Rosa | Carlos Quintanilla Sakar, Adriana Pelusi e Miguel García Moreno | 22 de maio de 2020 |
| Sofía e Raúl juntos decidem informar Quintanilla que Javier estava por trás do hacker. Javier é expulso do Colégio Nacional e é revelado que Raúl extorquiu Quintanilla por isso. Rosita decide que o NONA realmente acontecerá. Em uma das visitas de Gerry ao hospital, Luis acaba morrendo. Durante o NONA, María diz a Pablo que está grávida e ele a rejeita, Pablo tenta voltar com Isabela e, quando é rejeitado, diz que María foi quem a traiu. Raúl e Sofía argumentam, ele admite ser o hacker, enquanto Javier o grava e transmite o vídeo para que todos no NONA o conheçam. Darío deixa Gerry conhecer a verdadeira identidade do hacker, então ele se dirige para a festa. Enquanto todos lutam pelos segredos que Raúl traz à luz, ele deixa de ser interceptado por Gerry, que tem uma arma, Javier tenta acalmá-lo e durante a luta, a arma ativa e atira em Javier. Segredo Revelado: Depois de ser exposto como o hacker, Raúl vaza os segredos de todos, incluindo Sofía, Javier, Alex e María. Ele então revela a Gerry que Luis tinha uma queda por ele. |              |                                                             |                                        |                                                                 |                    |

### 2.ª Temporada (2021)
| N.º na série | N.º na temp. | Título Original Título no Brasil                                | Dirigido por                           | Escrito por                                     | Lançamento          |
| --- | ------------ | --------------------------------------------------------------- | -------------------------------------- | ----------------------------------------------- | ------------------- |
| 9 | 1            | "No se puede enterrar el pasado" "Não podem enterrar o passado" | Alejandro Lozano & Bernardo de la Rosa | Carlos Quintanilla Sakar & Miguel García Moreno | 4 de agosto de 2021 |
| Javier sobrevive ao tiro (o que aumenta ainda mais sua popularidade entre as garotas), Raúl ainda é vilipendiado por seus colegas de classe por seu papel como hacker, Nora e Quintanilla estão noivos, María encontra apoio em Claudia depois que Isabela e Pablo a abandonam, Gerry é procurado por a polícia pelo assassinato de Luis e Gabriela é demitida do Colégio Nacional depois que seu romance com Alex é exposto. Dois meses depois, toda a escola está de luto por Luis e organiza uma cerimônia em homenagem a ele. No entanto, outro hacker lança uma mensagem ameaçadora a todos, exigindo que entreguem Gerry e avisando que "Não podem enterrar o passado", passando a ter como alvo cada um dos alunos, primeiro com os ex-amigos de Gerry, Darío e Ernesto, no qual eles foram enterrados vivos em um cemitério, mas são posteriormente salvos por Sofía e Javier. Uma figura encapuzada, que se revelou Raúl, ataca Javier e foge em sua motocicleta. Nora está chateada com Sofía por esconder o fato de que seu pai ainda está vivo. Os traficantes ameaçam Natalia para que lhes dê o dinheiro que ela deve. Alvo do Vingador: Darío e Ernesto, que são drogados e enterrados vivos em um cemitério. |              |                                                                 |                                        |                                                 |                     |
| 10 | 2            | "El regreso" "A volta"                                          | Alejandro Lozano & Bernardo de la Rosa | Florencia Castillo                              | 4 de agosto de 2021 |
| Lulú, secretária de Quintanilla, chega à escola e encontra as paredes pintadas com spray e Alex seminua amordaçada e amarrada em uma sala de aula, ela então a solta, antes de mostrar também os armários pintados com spray com a palavra "VINGANÇA", que deixa bem claro a missão do Vingador: vingar Luis. Alex não se lembra de nada do que aconteceu com ela e Sofía deduz que ela foi drogada. O retorno de Raúl à escola deixa todos furiosos, gerando uma briga entre ele e Pablo, que logo é interrompida pela professora de educação física. Quintanilla afirma que não protegerá mais Raúl. María se recusa a falar com Pablo depois de tudo o que aconteceu entre eles. Depois de uma tentativa fracassada de obter o dinheiro que deve, Natalia descobre que Raúl está escondendo Gerry em sua casa, mas ele a chantageia para ficar quieta, ameaçando revelar seu envolvimento com os traficantes. Jordi, um dos traficantes aliado de Natalia, sai da cidade para evitar ser morto por causa do dinheiro. A tentativa mal sucedida de Rogelio de se reconciliar com Nora resulta em sua prisão, devido a Nora ter informado secretamente a polícia sobre seu paradeiro, assim como Javier e Sofía investigam a casa de Luis, que é incendiada como outro aviso do Vingador, forçando-os a escapar por pouco. Alvo do Vingador: Alex, que é drogada e deixada seminua, amarrada e amordaçada dentro de uma sala de aula. Marta, mãe de Luís, cuja casa foi incendiada. |              |                                                                 |                                        |                                                 |                     |
| 11 | 3            | "Necesidades" "Necessidades"                                    | Alejandro Lozano & Bernardo de la Rosa | Florencia Castillo                              | 4 de agosto de 2021 |
| Rosita planeja uma festa de aniversário em sua casa, apesar de Sofía e Javier tentarem convencê-la a cancelar, temendo um possível ataque do Vingador. Quintanilla é destituído da direção do Colégio Nacional por decisão do conselho escolar, dada a forma como ele tem lidado mal com a situação do Vingador, e Susana assume como sua substituta permanente. Gerry se sente culpado por assassinar Luis. Ele quebra seu toque de recolher autoimposto saindo de casa e indo a um bar gay onde conhece um belo homem chamado Felipe. Javier e Natalia têm um interesse romântico um pelo outro, para grande ciúme de Sofía. Sofía, percebendo que o Vingador cravou uma garrafa, tenta salvar a todos jogando fora suas bebidas, no momento em que outra briga irrompe entre Raúl e o ainda indignado Pablo que termina com María, que bebeu da garrafa cravada, caindo no chão e entrando em uma overdose incontrolavelmente. Alvo do Vingador: María, que teve uma overdose após beber de uma garrafa cravada. |              |                                                                 |                                        |                                                 |                     |
| 12 | 4            | "Nada que esconder" "Nada a esconder"                           | Bernardo de la Rosa & Alejandro Lozano | Miguel García Moreno                            | 4 de agosto de 2021 |
| Pablo se sente imerso em culpa ao descobrir que María abortou seu bebê. Em seu primeiro dia como diretora, Susana implementa algumas medidas polêmicas, como fiscalizar as bolsas dos alunos e proibir qualquer tipo de demonstração pública de afeto. Alex fica chateada quando Gabriela, agora desempregada, tem que partir para a Espanha depois de aceitar uma oferta de trabalho lá. Javier e Sofía entram em confronto por causa de Natalia ser atacada e sequestrada pelo Vingador, já que Sofía acha sua história pouco convincente e acredita que conhecia sua identidade, ao que Javier a acusa de ter ciúmes de sua nova amizade. Nora e Rogelio não contam a Sofía que ela o entregou à polícia. Faíscas voam entre Gerry e Pipe enquanto eles continuam se aproximando. Pablo confronta María por causa de seu aborto e suspeita que Claudia a convenceu a fazê-lo. Ainda numa encruzilhada, Natalia pede ajuda a Javier com o dinheiro. Ele tenta perguntar ao pai, mas ele se recusa, mas Javier ainda concorda em encontrar uma solução. Gerry desaparece repentinamente e Raúl, em pânico com o que o Vingador pode fazer, admite a Sofía que ele está morando em sua casa e pede sua ajuda para procurá-lo. Alvo do Vingador: Natalia, que foi agredida, atacada e colocada em uma van antes de ser jogada para fora após chegar à escola. |              |                                                                 |                                        |                                                 |                     |
| 13 | 5            | "Nuevos placeres" "Novos prazeres"                              | Alejandro Lozano & Bernardo de la Rosa | Carlos Quintanilla Sakar                        | 4 de agosto de 2021 |
| Sofía e Raúl rastreiam a localização GPS de Gerry até um enorme clube gay chamado Lust, sem saber que estão sendo seguidos por Pablo, que tira uma foto deles e a envia para Javier. Enquanto isso, Natalia, para conseguir o dinheiro, usa um app de sugar daddy sob o pseudônimo de Rosita Berry e María se junta a ela. Ela é combinada com um cara mais velho chamado Gio, que quer se encontrar em um restaurante. No entanto, ela deixa o encontro abruptamente depois que ele acaba por ser ninguém menos que o pai de Javier. Sofía e Raúl finalmente encontram Gerry, mas antes que possam encurralá-lo, Pablo ataca Raúl furiosamente, chamando-o por abrigar um assassino. Gerry aproveita a briga para escapar. Javier encontra Sofía (a pedido de Nora) fora do clube e sai para ver Natalia, ainda pensando que ela tem passado mais tempo com Raúl. De volta à sua casa, Raúl e Sofía dormem juntos (assim como Javier e Natalia, Gerry e Pipe, Alex e Gabriela, também como Rosita, que tem um trisal com Darío e Ernesto); ele promete não mentir mais para ela, mas isso não muda o fato de ainda guardar segredo de que Quintanilla traiu a mãe dela com Susana. Enquanto Sofía está tomando banho, Raúl é atacado pelo Vingador, que o força a destrancar seu cofre, roubando todo o seu dinheiro para um propósito desconhecido e Sofía corre rapidamente para ver como ele está. Alvo do Vingador: Raúl, que é eletrocutado e suas grandes quantias de dinheiro são roubadas. |              |                                                                 |                                        |                                                 |                     |
| 14 | 6            | "Un minuto de silencio" "Um minuto de silêncio"                 | Bernardo de la Rosa & Alejandro Lozano | Florencia Castillo & Carlos Quintanilla Sakar   | 4 de agosto de 2021 |
| Pablo espalha a notícia de que Raúl e Sofía escondem Gerry, fazendo com que toda a escola se volte contra ela, incluindo Alex. Susana chama os dois ao seu escritório, onde tentam explicar que Pablo está mexendo com eles, sem sucesso. Lembrando que é a festa de despedida de Quintanilla, Sofía deduz que ele é a próxima vítima do Vingador. María pede ao pai de Javier para lhe explicar a verdade sobre o dinheiro que Natalia deve. Pipe descobre a verdadeira identidade de Gerry e o expulsa de casa com raiva. Tomando um gole de uma bebida fortificada, Quintanilla corre para o banheiro onde o Vingador o ataca com um ninho de abelhas que o picam até que ele seja solto e, humilhado, ele se revolta com os alunos por fazerem dele um bobo e que não é culpa dele o que aconteceu com Luis. María e Claudia se beijam, mas María sai abruptamente de vergonha. Sofía confronta sua mãe depois de descobrir que ela fez seu pai ir preso. Continuando a trabalhar juntos, Sofía e Raúl examinam os desenhos de Luis, a maioria deles refletindo as punições das vítimas anteriores do Vingador. Eles percebem que o Vingador está cumprindo os desejos de Luis e se perguntam quem pode ser a próxima vítima. Alvo do Vingador: Quintanilla, que fica trancado no banheiro e é picado por abelhas. |              |                                                                 |                                        |                                                 |                     |
| 15 | 7            | "Control Z"                                                     | Alejandro Lozano & Bernardo de la Rosa | Miguel García Moreno & Carlos Quintanilla Sakar | 4 de agosto de 2021 |
| No passado, o solitário Luis é mostrado desenhando cada um dos alunos, Quintanilla incluído, e seus castigos previstos. Sofía mostra os desenhos ao pai, notando que a maioria das punições humilhantes são semelhantes aos desenhos, exceto por Gerry, que é o único sem uma, e Raúl, cujo dinheiro foi roubado. Mais tarde, ela fica sabendo do caso de Quintanilla com Susana, cortando assim os laços com Raúl por esconder dela a informação e exigindo que Quintanilla conte a Nora ou ela o fará. Quintanilla tenta contar a Nora sobre o caso até que o professor de ginástica, que é marido de Susana, aparece e lhe dá um soco por causa disso. Como resultado, Nora, já irritada, termina seu noivado com ele. Enquanto isso, Damián concorda em dar o dinheiro para Natalia apenas se ela trouxer María, que passa a evitar Claudia após o beijo. Alex é a razão pela qual Gerry se tornou hostil a Luis e se juntou a Darío e Ernesto para intimidá-lo, já que ela o encorajou a mostrar um desenho deste último. No entanto, ele usou essa nova personalidade para mascarar seus verdadeiros sentimentos, de modo que não fosse ridicularizado na escola depois que seu pai homofóbico o acusou de ser gay. Susana revistou as malas e os armários dos alunos para ver se havia algum material inflamável que foi usado no ataque de Quintanilla, mas nenhuma prova foi encontrada. Susana também expressa seu desapontamento pelo quanto Sofía "mudou" fazendo-a dizer o mesmo sobre ela, implicando em seu caso com Quintanilla. Gerry, ainda se sentindo culpado por suas ações, visita Marta e eles têm uma conversa franca. Ele decide se entregar à polícia. Rosita, ainda acreditando que desempenhou um papel no esconderijo de Gerry, não dá ouvidos aos avisos de Sofía sobre o Vingador querer atacá-la. Gabriela parte para a Espanha sem Alex e termina o relacionamento com ela. Pablo, ainda decidido a se vingar de Raúl, chega em sua casa para espancá-lo e forçá-lo a confessar tudo, até que Gerry aparece e o defende. Ao mesmo tempo, Javier encontra seu pai e Natalia se beijando (para conseguir o dinheiro) e fica visivelmente chateado por ele também bater nele. Sofía cai no chão depois de tomar uma de suas pílulas que acabou por ser cravado pelo Vingador. Alvo do Vingador: Sofía, que desmaia após tomar uma pílula que foi sabotada. Rosita era destinada a ser a próxima vítima, mas isso nunca aconteceu. |              |                                                                 |                                        |                                                 |                     |
| 16 | 8            | "La última venganza" "A última vingança"                        | Bernardo de la Rosa & Alejandro Lozano | Miguel García Moreno                            | 4 de agosto de 2021 |
| Natalia alcança Javier e tenta explicar a situação, mas ele se recusa a ouvir sobre isso e termina com ela. Piora ainda, pois é o último dia em que ela tem que dar o dinheiro, então ela tenta encontrar outra solução. Raúl diz a Pablo que sabe que ainda nutre sentimentos por Isabela e o critica por não ser homem o suficiente para admitir. Pablo bate nele mais uma vez antes de ele ir embora. Gerry quer se entregar. No entanto, Raúl sugere que ele envie uma mensagem de texto ao Vingador para que eles descubram o mistério e revelem que ele nunca se livrou da arma que Gerry usou para atirar nele por causa de seu papel como hacker. Sofía nunca realmente tomou os comprimidos e planejou seu acidente para fazer parecer que ela havia caído no plano do Vingador antes de escapar do hospital. Ela e Javier se desculpam (depois que Raúl e Natalia mentiram para eles) e se unem novamente para continuar investigando o agressor. Enquanto isso, María é contatada por um dos traficantes para informá-la de que sequestraram Natalia e exige o dinheiro, ameaçando ferir Natalia se ela tentar chamar a polícia. Claudia decide ajudá-la e elas conseguem resolver o problema do beijo. Quando Gerry chega à escola, Raúl é atacado novamente pelo Vingador e arranca a arma dele. Alex é revelada por ter orquestrado os ataques aos alunos, incluindo pintura em spray nos armários, incendiando a casa de Luis, simulando seu próprio sequestro e deixando Quintanilla trancado no banheiro masculino para ser picado pelas abelhas, como ela queria que todos se sentissem culpados pela morte de Luis, irritada com a injustiça deles por não fazer nada a respeito. Ela até roubou o dinheiro de Raúl para começar uma nova vida com Gabriela. Depois de gravar um story pedindo desculpas a Luis e todos concluem uma enquete decidindo o destino de Gerry, Alex então ameaça Gerry com uma arma e o força a pular do telhado. No entanto, Sofía consegue dissuadi-la, dizendo que ela não é uma assassina, e Alex, depois de arrependida, larga a arma, enquanto ela chorando se desculpa com Sofía. Javier então pega a arma e mira em Raúl, exigindo que ele lhe dê seu dinheiro para salvar a vida de Natalia, mas Raúl se recusa desafiadoramente. Foi revelado que ele disse a María e Claudia que o dinheiro estava escondido no armário de Luis. Sofía, Javier, Raúl, María, Claudia e Susana lutam pelo dinheiro, terminando com Susana caindo do telhado e morrendo, junto com a bolsa de dinheiro. Deixando-a sangrar, Pablo agarra o dinheiro e vai embora, com Javier, Alex, Gerry e Claudia olhando em estado de choque. A temporada termina com outra filmagem aérea se aproximando. Alvo do Vingador: Gerry, que foi forçado em vão a pular do telhado como forma de pagar pela morte de Luis com sua vida. |              |                                                                 |                                        |                                                 |                     |

## Dublagem
| Personagem                 | Ator/Atriz                                               | Dublador(a)                                              |
| Personagens Principais     | Personagens Principais                                   | Personagens Principais                                   |
| -------------------------- | -------------------------------------------------------- | -------------------------------------------------------- |
| Sofía Herrera              | Ana Valeria Becerril                                     | Natália Alves                                            |
| Javier Williams            | Michael Ronda                                            | Eduardo Drummond                                         |
| Raúl de León               | Yankel Stevan                                            | Felipe Drummond                                          |
| Isabela de la Fuente       | Zión Moreno                                              | Amanda Manso                                             |
| Natalia Alexander          | Macarena García                                          | Pamella Rodrigues                                        |
| María Alexander            | Fiona Palomo                                             | Bruna Laynes                                             |
| Pablo García               | Andrés Baida                                             | Alexandre Drummond                                       |
| Gerardo "Gerry" Granda     | Patricio Gallardo                                        | Marcus Júnior                                            |
| Diretor Miguel Quintanilla | Rodrigo Cachero                                          | Marcelo Garcia                                           |
| Nora Herrero               | Rocío Verdejo                                            | Evie Saide                                               |
| Personagens Secundários    |                                                          |                                                          |
| Darío                      | Iván Aragón                                              | Thiago Fagundes                                          |
| Rosa "Rosita" Restrepo     | Patricia Maqueo                                          | Taís Feijó                                               |
| Susana                     | Thanya López                                             | Adriana Torres                                           |
| Secretária Lulú            | Renata del Castillo                                      | Isabela Quadros                                          |
| Alex                       | Samantha Acuña                                           | Aline Guioli                                             |
| Ernesto                    | Xabiani Ponce de León                                    | Rodrigo Antas                                            |
| Créditos da Dublagem       |                                                          |                                                          |
| Diretor de Dublagem        | Alexandre Drummond, Felipe Drummond, Mário Jorge Andrade | Alexandre Drummond, Felipe Drummond, Mário Jorge Andrade |
| Tradutor                   | Millena Ribeiro                                          | Millena Ribeiro                                          |
| Edição                     | Darlan Carallo, Swellen Rodrigues                        | Darlan Carallo, Swellen Rodrigues                        |
| Técnico de Mixagem         | Jacob Lima, Pedro Serejo                                 | Jacob Lima, Pedro Serejo                                 |
| Estúdio                    | MGE Studios                                              | MGE Studios                                              |

## Prêmios e indicações
| Ano  | Prêmio        | Categoria                | Nomeado(a)                                                | Resultados | Ref.   |
| ---- | ------------- | ------------------------ | --------------------------------------------------------- | ---------- | ------ |
| 2020 | Prêmios PRODU | Melhor Ator em Revelação | Yankel Stevan                                             | Venceu     | [ 13 ] |
| 2020 | Prêmios PRODU | Melhor Escritor          | Carlos Quintanilla, Adriana Pelusi e Miguel García Moreno | Venceu     | [ 13 ] |